# Маринов, Иван (композитор)
Ива́н Мари́нов Мари́нов (болг. Иван Маринов Маринов; 17 октября 1928, София, Болгария — 26 февраля 2003, там же) — болгарский дирижёр и композитор. Народный артист НРБ (1981).

## Биография
В 1955 году окончил Болгарскую консерваторию. Его педагогами были: Марин Големинов (дирижирование), Веселин Стоянов и Парашкев Хаджиев (композиция). В 1957 году стажировался как дирижёр в Берлине у Франца Конвичного. В 1955—1956 годах руководил отделом оперного театра в Министерстве культуры Болгарии. В 1956—1962 годы руководил музыкальной частью Болгарского комитета по кинематографии. В 1962—1966 годах — главный дирижёр Оперного театра в Пловдиве. В 1966—1978 годы — дирижёр Софийской народной оперы. В 1978—1988 годы — художественный руководитель и главный дирижёр филармонии в Варне, а с 1985 года — Оперного театра в Варне. В 1987—1991 годах главный дирижёр Софийской народной оперы. В 1968—1972 годах Секретарь Союза болгарских композиторов, в 1972—1975 годах заместитель министра культуры Болгарии. Как дирижёр много гастролировал по странам Европы, а также на Кубе. Писал музыку для театра и кино.

## Сочинения
- вокально-симфоническая поэма «Поединок» / Двубой (1953)
- «Фантастические сцены» для оркестра (1959)
- симфония (1962)
- кантата «Ода о свободе» (1969)

## Награды
- 1974 — «Гран-при» на Международном фестивале эстрадной песни «Золотой Орфей»
- 1981 — Народный артист НРБ
- 2003 — Орден «Стара-планина» I степени (посмертно)